# Wangzakmuizen
De wangzakmuizen, zakmuizen of muisgoffers (Heteromyidae) vormen een familie knaagdieren. De dieren komen voor in Noord- en Midden-Amerika.

## Anatomie
De wangzakmuizen staan bekend om hun grote wangzakken, die ze gebruiken om voedsel in mee te nemen. In uiterlijk verschillen de geslachten behoorlijk. De meeste lijken erg op gewone muizen, maar bij twee geslachten, de kangoeroemuizen (Microdipodops) en Amerikaanse kangoeroeratten (Dipodomys) zijn de achterpoten buitengewoon sterk, waardoor de dieren erg goed kunnen springen. Het zijn knaagdieren, niet te verwarren met de kangoeroeratten uit Australië, Potoroidae, dat zijn buideldieren.
Wangzakmuizen kunnen 6 tot 18 cm lang worden, exclusief de 5 tot 21 cm lange staart.

## Leefgebied
Het leefgebied van de wangzakmuizen loopt van het zuiden van Canada via de Verenigde Staten en Midden-Amerika tot Colombia en Ecuador. In Mexico komen veruit de meeste soorten voor.
Wangzakmuizen komen in zeer veelzijdige leefomgevingen voor, variërend van woestijnen tot tropische regenwouden.

## Leefwijze
Wangzakmuizen graven uitgebreide ondergrondse gangenstelsels. Het zijn nachtdieren die zich overdag in hun tunnensystemen schuil houden. Het dieet bestaat onder meer uit plantenresten, insecten en wormen. Vaak wordt het eten in de grote wangzakken gestopt en naar de ondergrondse gangen gebracht, alwaar een speciale voorraadkamer dienstdoet als voedselopslag. Bij koud of regenachtig weer blijven de knaagdieren in hun holen en eten hun verzamelde voedsel op.

## Taxonomie
Men onderscheidt vijf geslachten. In 1983 werden deze door Hafner & Hafner in drie onderfamilies onderverdeeld:
- Onderfamilie: Heteromyinae
  - Heteromys
- Onderfamilie: Perognathinae
  - Perognathus
  - Chaetodipus
- Onderfamilie: Dipodomyinae
  - Microdipodops (kangoeroemuizen)
  - Dipodomys (kangoeroeratten)